# 肥田天主教堂
肥田天主教堂，位于湖南省衡阳市耒阳市肥田乡肥美村，是一座具有典型的民国时期欧式天主教堂建筑风格的教堂，也是衡阳境内目前唯一保存完好的民国时期的天主教堂。

## 历史
肥田天主教堂修建于1934年，修建人为一名意大利传教士，当地人称沙神父。
建成后，肥田天主教堂基本未进行过重修和改造。
50年代，肥田天主教堂曾被当作谷仓使用，对教堂外墙进行过粉刷，但并没有改变教堂原有的建筑形制、体量、结构。

## 现状
约1994年起，肥田乡的天主教教徒与当地生产队进行交涉，终于在1995年8月要回了天主教堂的使用权。
2012年，耒阳市文物部门进行第三次全国文物普查，发现了肥田天主教堂。2013年5月，肥田天主教堂被公布为耒阳市市级文物保护单位。
2015年12月，肥田天主教堂被公布为衡阳市市级文物保护单位。